# Daniel H. Wells

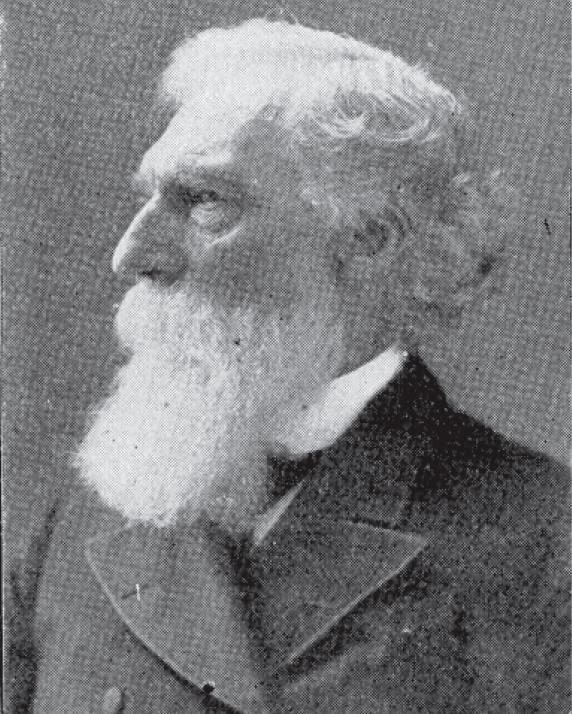
Daniel H. Wells, em 1877.

Daniel Hanmer Wells (Trenton, 27 de outubro de 1814 – Salt Lake City, 24 de março de 1891) foi um apóstolo de A Igreja de Jesus Cristo dos Santos dos Últimos Dias (SUD) e o terceiro prefeito de Salt Lake City, quando esta era parte do Território de Utah, nos Estados Unidos.

## Biografia
Daniel Wells nasceu em Trenton, cidade no estado norte-americano de Nova Iorque, sendo um membro da sexta geração de sua família nos Estados Unidos. Seu ancestral imigrante foi Thomas Welles (1590-1659), que chegou a Massachusetts em 1635 e foi o único homem na história de Connecticut a conquistar quatro cargos políticos de relevância: governador, vice-governador, tesoureiro e secretário. Alguns anos após a morte de seu pai, em 1826, Daniel Wells mudou-se de Nova Iorque com sua mãe, Catherine Chapin Wells, e sua irmã, Catherine C. Wells, mudando-se para o Illinois.
Chegou ao Condado de Hancock, no Illinois, em 1835. Ele morava na vila de Commerce, depois mudou-se para Nauvoo, onde foi um grande fazendeiro durante vários anos, antes da chegada de um grande número de Santos dos Últimos Dias em 1839.

### Conversão ao mormonismo
Ainda no período de 1839 - 1840, mesmo não sendo ainda um membro do Movimento dos Santos dos Últimos Dias, Daniel Wells era considerado pelos opositores da igreja mórmon um "Jack Mórmon", um termo aplicado originalmente para não-membros da igreja que eram amigos ou defendiam a permanência dos Santos dos Últimos Dias. Em Nauvoo, ele atuou no Conselho de Nauvoo ocupando o cargo de juiz de paz. Daniel Wells defendeu a liberdade religiosa aos Santos dos Últimos Dias, ainda liderados por Joseph Smith Jr.. Após a morte de Joseph Smith Jr., em 27 de junho de 1844, Daniel Wells destituiu-se do cargo. Ele converteu-se ao mormonismo em 9 de agosto de 1846, imigrando para o oeste dos Estados Unidos juntamente com milhares de outros mórmons expulsos de Illinois e tornando-se um dos Pioneiros mórmons, na maior migração forçada da História dos Estados Unidos. Ele chegou ao Utah, juntamente com os pioneiros mórmons, em 1848.
Multidões invadiram Nauvoo após o assassinato do fundador da igreja, Joseph Smith Jr. Daniel Wells defendeu a cidade e lutou como um tenente-general da Legião de Nauvoo, e também forneceu abrigo em sua residência para desalojados. .
Daniel Wells tornou-se um dos líderes mórmons no Salt Lake Valley. Ele foi eleito procurador-geral do Estado de Deseret em 1849. Quando Jedediah M. Grant morreu, em 1856, Daniel Wells foi ordenado um Apóstolo de A Igreja de Jesus Cristo dos Santos dos Últimos Dias e foi designado como segundo conselheiro de Brigham Young na Primeira Presidência da Igreja. Apesar de servir como um apóstolo, Daniel Wells nunca foi apoiado como membro do Quórum dos Doze Apóstolos. Com a morte de Brigham Young, em 1877, Daniel Wells foi apoiado como um conselheiro para o Quórum dos Doze Apóstolos, cargo que ocupou até sua morte.
Daniel Wells dedicou o Templo de St. George em 6 de abril de 1877. Durante 13 anos, de 1888 a 1891, ele ocupou o cargo de presidente do Templo de Manti, em Utah.
De 1848 a 1863, Daniel Wells foi Superintendente de Obras Públicas de Utah e presidiu o prosseguimento da construção do Templo de Salt Lake (concluído em 1893, dois anos após sua morte) e do Tabernáculo (concluído em 1867). Em 1866, Daniel Wells foi eleito prefeito de Salt Lake City, sendo o terceiro prefeito da cidade desde sua fundação, pelo Partido Popular, e reeleito em 1872 e 1874. Daniel serviu duas vezes como presidente da Missão Européia da Igreja Mórmon, de 1864 a 1865 e novamente de 1884 a 1887.

### Casamento
Daniel Wells casou-se com Rebecca Robison em 1837 e com ela teve um filho chamado Albert Emory Wells. Sua esposa se recusou a acompanhá-lo durante a migração para o Utah, em 1848, e isso resultou no divórcio do casal. Entre 1849 e 1852, Daniel Wells casou-se com seis esposas adicionais: Louisa Livry, com quem teve oito filhos, Martha Harris Givens, com quem teve sete filhos, Lydia Ann Alley, com quem teve seis filhos, Susan Hannah Alley, com quem teve quatro filhos, Hannah Corilla, com quem teve oito filhos, e Emmeline Belos Woodward, com quem teve três filhos. Louisa Livry, Ana Free e Emmeline Woodward eram anteriormente casadas e tornaram-se viúvas durante a Guerra Mórmon. Cada uma delas tinha um ou mais filhos que Daniel Wells adotou e criou-os como seus próprios.
Em 1852, Daniel Wells casou com sua sétima esposa, futura presidente da Sociedade de Socorro, Emmeline B. Wells. Eles tiveram três filhas.

### Morte
Daniel Wells morreu em Salt Lake City, aos 76 anos. Um dos filhos de Daniel Wells, Heber Manning Wells, foi o primeiro governador do estado de Utah, após este ser anexado aos Estados Unidos, governando de 1896 a 1905.